# Cudos
Cudos is een gemeente in het Franse departement Gironde (regio Nouvelle-Aquitaine) en telt 698 inwoners (2004). De plaats maakt deel uit van het arrondissement Langon.

## Geografie
De oppervlakte van Cudos bedraagt 34,6 km², de bevolkingsdichtheid is 20,2 inwoners per km².
De onderstaande kaart toont de ligging van Cudos met de belangrijkste infrastructuur en aangrenzende gemeenten.

## Demografie
Onderstaande figuur toont het verloop van het inwonertal (bron: INSEE-tellingen).

## Afbeeldingen

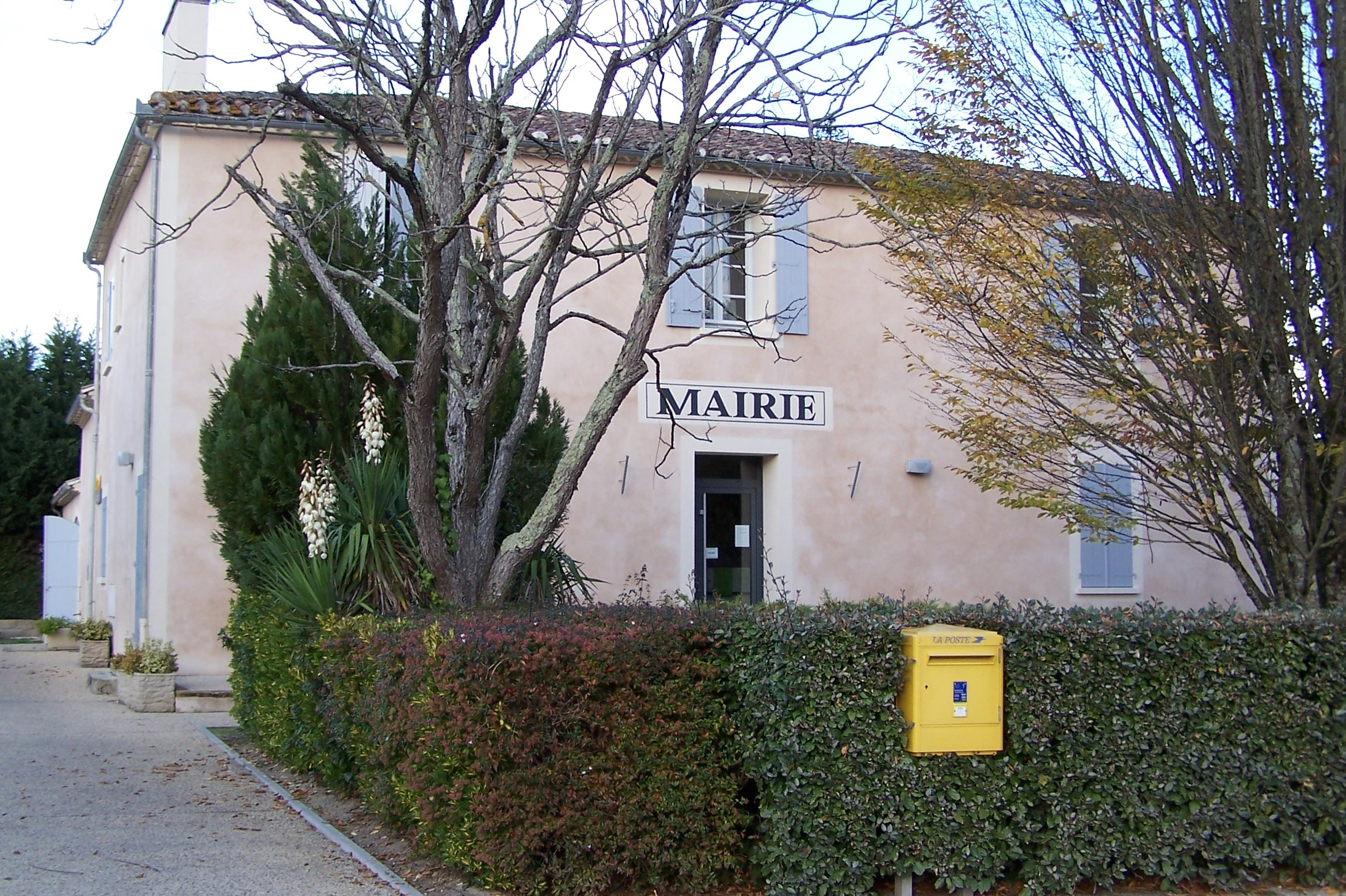
Gemeentehuis
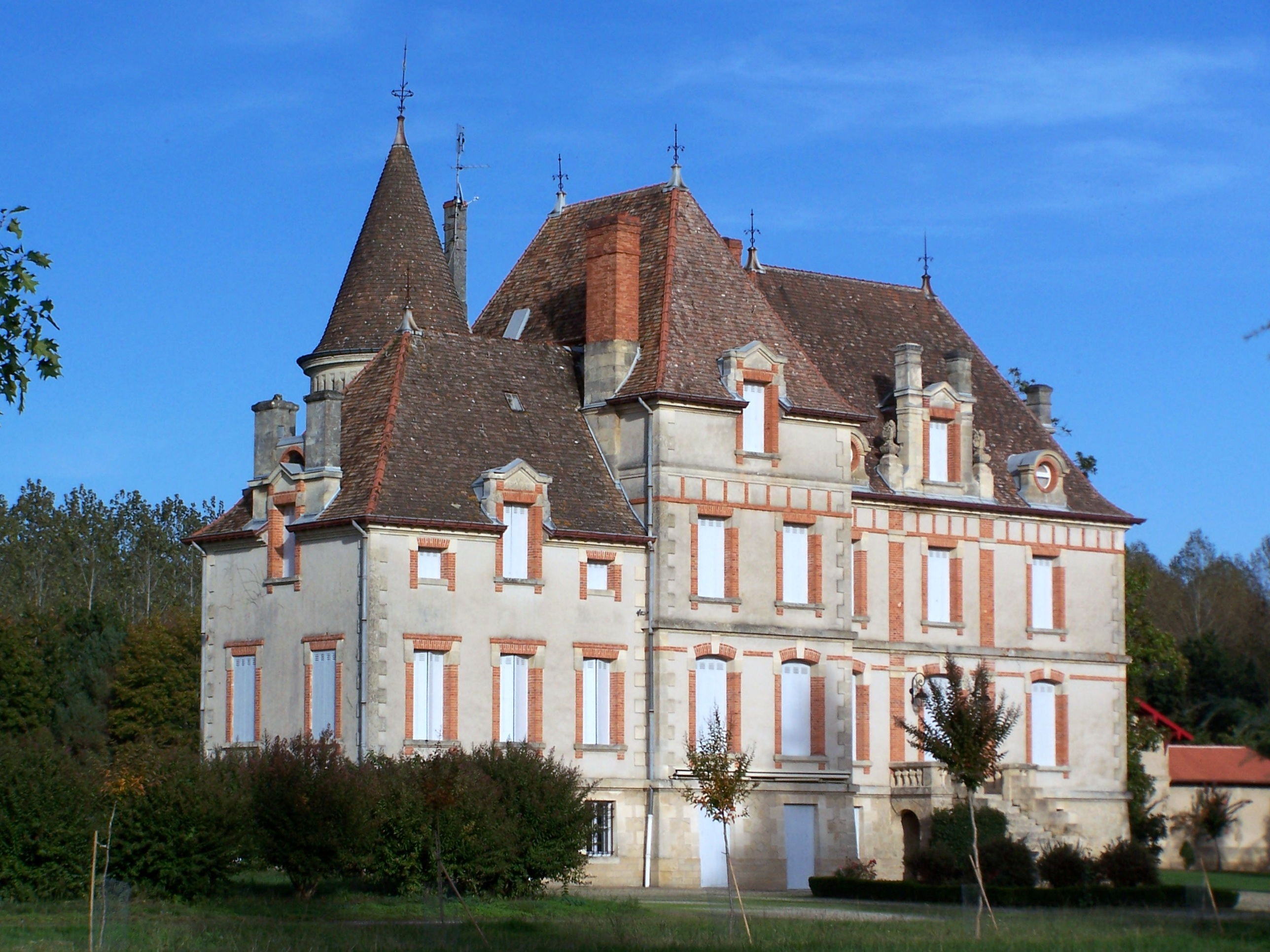
Château de Fonbardin
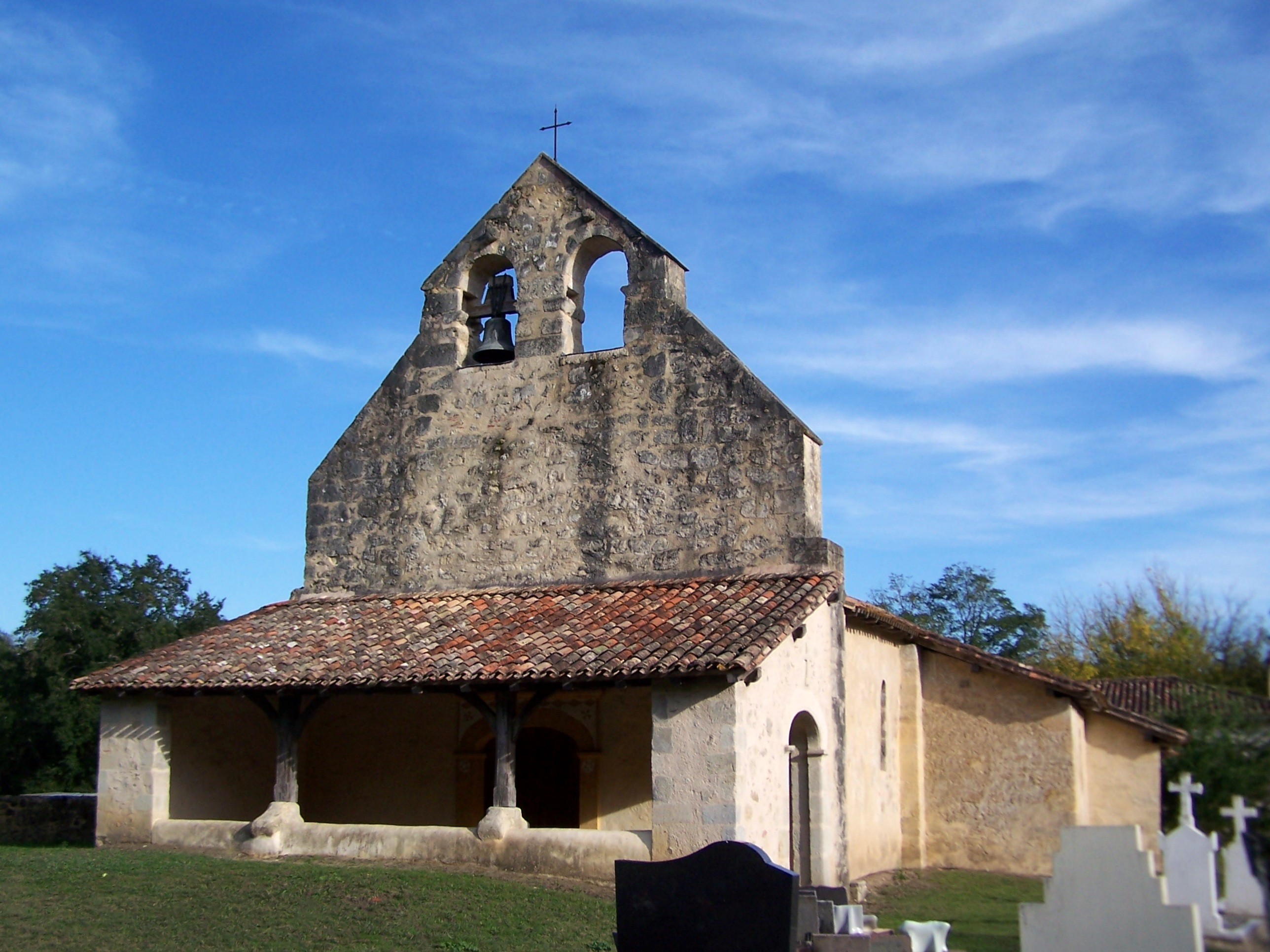
Église Saint-Laurent d'Artiguevieille